# Mendelssohnia sinaica
Mendelssohnia sinaica là một loài ruồi trong họ Tachinidae.